# Stade Rennais w europejskich pucharach
Występy w europejskich pucharach francuskiego klubu piłkarskiego Stade Rennais.
Legenda do wszystkich tabel:
- Q – runda eliminacyjna, 1/16, 1/8, 1/4, 1/2 – odpowiednia faza rozgrywek, Grupa – runda grupowa, 1r gr – pierwsza runda grupowa, 2r gr – druga runda grupowa, F – finał, R – runda, PO – play-off
- k. – rzuty karne, los. – losowanie, Dogr. – dogrywka, w. – zasada bramek strzelonych na wyjeździe

## Wykaz spotkań pucharowych

### 1965–2000
| Sezon   | Rozgrywki                 | Runda   | Przeciwnik       | Dom | Wyjazd | Ogólnie    |
| ------- | ------------------------- | ------- | ---------------- | --- | ------ | ---------- |
| 1965/66 | Puchar Zdobywców Pucharów | 1R      | Dukla Praga      | 0–0 | 0–2    | 0–2        |
| 1971/72 | Puchar Zdobywców Pucharów | 1R      | Rangers          | 1–1 | 0–1    | 1–2        |
| 1996    | Puchar Intertoto          | Grupa 6 | HNK Segesta      |     | 1–2    | 4. miejsce |
| 1996    | Puchar Intertoto          | Grupa 6 | Örgryte IS       | 1–1 |        | 4. miejsce |
| 1996    | Puchar Intertoto          | Grupa 6 | FC Luzern        | 1–2 |        | 4. miejsce |
| 1996    | Puchar Intertoto          | Grupa 6 | Hapoel Tel Awiw  |     | 2–0    | 4. miejsce |
| 1999    | Puchar Intertoto          | 3R      | Austria Lustenau | 1–0 | 1–2    | 2–2, w.    |
| 1999    | Puchar Intertoto          | 1/2     | Austria Wiedeń   | 2–0 | 2–2    | 4–2        |
| 1999    | Puchar Intertoto          | F       | Juventus F.C.    | 2–2 | 0–2    | 2–4        |

### 2001–2020
| Sezon   | Rozgrywki        | Runda   | Przeciwnik         | Dom | Wyjazd | Ogólnie      |
| ------- | ---------------- | ------- | ------------------ | --- | ------ | ------------ |
| 2001    | Puchar Intertoto | 3R      | 1. FC Synot        | 5–0 | 2–4    | 7–4          |
| 2001    | Puchar Intertoto | 1/2     | Aston Villa        | 2–1 | 0–1    | 2–2, w.      |
| 2005/06 | Puchar UEFA      | 1R      | CA Osasuna         | 3–1 | 0–0    | 3–1          |
| 2005/06 | Puchar UEFA      | Grupa G | VfB Stuttgart      | 0–2 |        | 5. miejsce   |
| 2005/06 | Puchar UEFA      | Grupa G | Rapid Bukareszt    |     | 0–2    | 5. miejsce   |
| 2005/06 | Puchar UEFA      | Grupa G | Szachtar Donieck   | 0–1 |        | 5. miejsce   |
| 2005/06 | Puchar UEFA      | Grupa G | PAOK FC            |     | 1–5    | 5. miejsce   |
| 2007/08 | Puchar UEFA      | 1R      | Łokomotiw Sofia    | 1–2 | 3–1    | 4–3          |
| 2007/08 | Puchar UEFA      | Grupa D | FC Basel           |     | 0–1    | 5. miejsce   |
| 2007/08 | Puchar UEFA      | Grupa D | SK Brann           | 1–1 |        | 5. miejsce   |
| 2007/08 | Puchar UEFA      | Grupa D | Hamburger SV       |     | 0–3    | 5. miejsce   |
| 2007/08 | Puchar UEFA      | Grupa D | Dinamo Zagrzeb     | 1–1 |        | 5. miejsce   |
| 2008    | Puchar Intertoto | 3R      | Tawrija Symferopol | 1–0 | 0–1    | 1–1, k: 10–9 |
| 2008/09 | Puchar UEFA      | 2Q      | Stabæk Fotball     | 2–0 | 1–2    | 3–2          |
| 2008/09 | Puchar UEFA      | 1R      | FC Twente          | 2–1 | 0–1    | 2–2, w.      |
| 2011/12 | Liga Europy      | 3Q      | Metalurgi Rustawi  | 2–0 | 5–2    | 7–2          |
| 2011/12 | Liga Europy      | PO      | FK Crvena zvezda   | 4–0 | 2–1    | 6–1          |
| 2011/12 | Liga Europy      | Grupa I | Udinese Calcio     | 0–0 | 1–2    | 4. miejsce   |
| 2011/12 | Liga Europy      | Grupa I | Atlético Madryt    | 1–1 | 1–3    | 4. miejsce   |
| 2011/12 | Liga Europy      | Grupa I | Celtic F.C.        | 1–1 | 1–3    | 4. miejsce   |
| 2018/19 | Liga Europy      | Grupa K | Jablonec           | 2–1 | 1–0    | 2. miejsce   |
| 2018/19 | Liga Europy      | Grupa K | Astana             | 2–0 | 0–2    | 2. miejsce   |
| 2018/19 | Liga Europy      | Grupa K | Dynamo Kijów       | 1–2 | 1–3    | 2. miejsce   |
| 2018/19 | Liga Europy      | 1/16    | Real Betis         | 3–3 | 3–1    | 6–4          |
| 2018/19 | Liga Europy      | 1/8     | Arsenal            | 3–1 | 0–3    | 3–4          |
| 2019/20 | Liga Europy      | Grupa E | Celtic             | 1–1 | 1–3    | 4. miejsce   |
| 2019/20 | Liga Europy      | Grupa E | Lazio              | 2–0 | 1–2    | 4. miejsce   |
| 2019/20 | Liga Europy      | Grupa E | CFR Cluj           | 0–1 | 0–1    | 4. miejsce   |

### 2021–
| Sezon   | Rozgrywki               | Runda   | Przeciwnik        | Dom | Wyjazd | Ogólnie     |
| ------- | ----------------------- | ------- | ----------------- | --- | ------ | ----------- |
| 2020/21 | Liga Mistrzów           | Grupa E | Sevilla           | 1–3 | 0–1    | 4. miejsce  |
| 2020/21 | Liga Mistrzów           | Grupa E | Chelsea           | 1–2 | 0–3    | 4. miejsce  |
| 2020/21 | Liga Mistrzów           | Grupa E | FK Krasnodar      | 1–1 | 0–1    | 4. miejsce  |
| 2021/22 | Liga Konferencji Europy | PO      | Rosenborg         | 2–0 | 3–1    | 5–1         |
| 2021/22 | Liga Konferencji Europy | Grupa G | Tottenham Hotspur | 2–2 | 3–0    | 1. miejsce  |
| 2021/22 | Liga Konferencji Europy | Grupa G | Vitesse           | 3–3 | 2–1    | 1. miejsce  |
| 2021/22 | Liga Konferencji Europy | Grupa G | NŠ Mura           | 1–0 | 2–1    | 1. miejsce  |
| 2021/22 | Liga Konferencji Europy | 1/8     | Leicester City    | 2–1 | 0–2    | 2–3         |
| 2022/23 | Liga Europy             | Grupa B | AEK Larnaka       | 1–1 | 2–1    | 2. miejsce  |
| 2022/23 | Liga Europy             | Grupa B | Fenerbahçe SK     | 2–2 | 3–3    | 2. miejsce  |
| 2022/23 | Liga Europy             | Grupa B | Dynamo Kijów      | 2–1 | 1–0    | 2. miejsce  |
| 2022/23 | Liga Europy             | 1/16    | Szachtar Donieck  | 2–1 | 1–2    | 3–3, k: 4–5 |
| 2023/24 | Liga Europy             | Grupa F | Villarreal        | 2–3 | 0–1    | 2. miejsce  |
| 2023/24 | Liga Europy             | Grupa F | Maccabi Hajfa     | 3–0 | 3–0    | 2. miejsce  |
| 2023/24 | Liga Europy             | Grupa F | Panathinaikos     | 3–1 | 2–1    | 2. miejsce  |
| 2023/24 | Liga Europy             | 1/16    | A.C. Milan        | 3–2 | 0–3    | 3–5         |